# Вилдаглиптин
Вилдаглиптин  — это препарат для лечения сахарного диабета второго типа. Представитель высокоселективных ингибиторов дипептидилпептидазы 4 (ДПП-4) (Глиптины ). Вилдаглиптин ингибирует инактивацию GLP-1 и GIP с помощью DPP-4, позволяя GLP-1 и GIP усиливать секрецию инсулина в бета-клетках и подавлять высвобождение глюкагона альфа-клетками- островки Лангерганса в поджелудочной железе.
Было показано, что Вилдаглиптин снижает гипергликемию при сахарном диабете 2 типа.

## Комбинация с метформином
Европейское агентство по лекарственным средствам также одобрило комбинацию вилдаглиптин / метформин (Eucreas by Novartis) в качестве перорального средства для лечения диабета 2 типа. К клиническим преимуществам сочетанного использования вилдаглиптина и метформина относятся потенцирование и усиление сахароснижающего эффекта, низкий риск гипогликемий, отсутствие прибавки массы тела пациента, сохранение плейотропных эффектов метформина, предполагаемая способность сохранять и восстанавливать функцию р-клеток.

## Побочные эффекты
Побочные эффекты, наблюдаемые в клинических исследованиях, включают тошноту, гипогликемию, тремор, головную боль и головокружение. Сообщалось о редких случаях гепатотоксичности.
Были сообщения о случаях панкреатита, связанного с ингибиторами DPP-4. Группа в UCLA сообщила об увеличении предраковых изменений поджелудочной железы у крыс и доноров органов человека, которых лечили ингибиторами DPP-4. В ответ на эти сообщения FDA США и Европейское агентство по лекарственным средствам провели независимые обзоры всех клинических и доклинических данных, связанных с возможной ассоциацией ингибиторов DPP-4 с раком поджелудочной железы. В совместном письме в Медицинский журнал Новой Англии агентства заявили, что «оба агентства согласны с тем, что утверждения, касающиеся причинно-следственной связи между лекарственными средствами на основе инкретина и панкреатитом или раком поджелудочной железы, как это было недавно выражено в научной литературе и в средствах массовой информации, несовместимо с текущими данными. В настоящее время FDA и EMA не пришли к окончательному выводу относительно такой причинно-следственной связи. Хотя совокупность проанализированных данных дает уверенность, панкреатит будет по-прежнему считаться риском, связанным с этими лекарств, пока не будет больше данных; оба агентства продолжают исследовать этот сигнал безопасности ".

## Фармакологические свойства
Вилдаглиптин отличается по химической структуре и фармакологическому действию от аналогов глюкагоноподобного пептида-1 (ГПП-1), инсулина, производных сульфонилмочевины, бигуанидов, агонистов γ-рецепторов, активируемых пролифератором пероксисом (PPAR-γ), ингибиторов альфа-гликозидазы, аналогов амилина. Ингибируя ДПП-4, вилдаглиптин повышает концентрацию двух известных гормонов семейства инкретинов: ГПП-1 и глюкозо-зависимого инсулинотропного пептида (ГИП).
Гормоны семейства инкретинов секретируются в кишечнике в течение суток, их уровень повышается в ответ на прием пищи. Инкретины являются частью внутренней физиологической системы регуляции гомеостаза глюкозы. При нормальном или повышенном уровне глюкозы крови гормоны семейства инкретинов способствуют увеличению синтеза инсулина, а также его секреции β-клетками поджелудочной железы за счет сигнальных внутриклеточных механизмов, ассоциированных с циклическим АМФ. ГПП-1 также способствует подавлению повышенной секреции глюкагона α-клетками поджелудочной железы. Снижение концентрации глюкагона на фоне повышения уровня инсулина способствует уменьшению продукции глюкозы печенью, что в итоге приводит к уменьшению гликемии.
Вилдаглиптин повышает уровень ГПП-1 в плазме через 2 часа после приема пищи более чем в 5 раз с достоверным приростом ППК для ГПП-1 через 2 часа после приема пищи